# Епархия Фенуариву-Ацинананы
Епархия Фенуариву-Ацинананы (лат. Dioecesis Fenoarivensis-Atsinananensis) — епархия Римско-Католической церкви с центром в городе Фенуариву-Ацинанана, Мадагаскар. Епархия Фенуариву-Ацинананы входит в митрополию Туамасины.

## История
30 октября 2000 года Святой Престол учредил епархию Фенуариву-Ацинананы, выделив её из архиепархии Анцирананы. В этот же день епархия Фенуариву-Ацинананы вошла в митрополию Анцирананы.
26 февраля 2010 года епархия Фенуариву-Анцирананы вошла в митрополию Туамасины.

## Ординарии епархии
- епископ Дезире Царахазана (30 октября 2000 — 24 ноября 2008) — назначен епископом Туамасины;
- епископ Марселин Рандриамамондзи (10 февраля 2009 — настоящее время).

## Источник
- Annuario Pontificio, Ватикан, 2007